# 爱♡ScReam！
《愛♡ScReam！》是一首由日本聲優團體AiScReam演唱的歌曲，在2025年1月22日由Lantis發行。這首歌曲的大受歡迎起因於一名TikTok使用者上傳演唱會的對話演出片段，隨後不但吸引《Love Live!系列》成員和K-POP團體等藝人參與舞蹈挑戰，也讓音樂評論員小町碧音分析在TikTok上能迅速擴散的關鍵原因。

## 迴響
2025年3月1日，一名TikTok使用者發布《Love Live!系列》聯合演唱會活動的對話演出片段後引發關注，伴隨越來越多搭配該歌曲的舞蹈和對嘴挑戰短片在社交媒體上發布後，這首歌曲亦獲得《Love Live!系列》以外的粉絲支持。
此外在3月25日，隸屬於《Love Live!系列》的虹咲學園學園偶像同好會，飾演「朝香果林」的久保田未夢，與茜屋日海夏、若井友希一起在她所屬的聲優偶像團體「i☆Ris」的官方TikTok上投稿這首歌曲的舞蹈影片，這樣的選曲是由i☆Ris經紀人決定，而角色分配則是由久保田親自挑選，因此發文表示：「角色分配完全是出於我的私心！！！完全無法讓步！！！」。由於ZEROBASEONE、Kep1er、NiziU、&TEAM等K-POP團體使用這首歌曲在短影音平台發布舞蹈挑戰，因此這首歌曲亦在韓國引起話題。另外，在2025年4月13日於東京巨蛋舉辦的「INGALIVE『UNI-CON』in TOKYO DOME powered by SBS INKIGAYO DAY2」活動中，aespa成員Karina也應Giselle的請求，現場演唱這首歌曲。
由於這次迴響，這首歌在日本和世界各地都大受歡迎，因此在Spotify熱門榜單拿下冠軍。

## 評價
音樂評論員小町碧音在分析愛♡ScReam！走紅原因時，將電視動畫《鹿乃子乃子乃子虎视眈眈》的片頭曲鹿色Days、乃紫的全方向美少女以及M!LK的イイじゃん拿來做比較，並指出這些歌曲都具備「旋律和歌詞一聽就難以從腦海中忘懷，無意識中會反覆播放」的特性，並且融合循環性、可愛以及超現實感，這種元素正是能在TikTok上迅速擴散的關鍵。

## 發行
2025年1月22日，Lantis對外發行單曲愛♡ScReam！，並發售內含「AiScReam演唱會活動」門票抽獎申請表的首發特典。

## 商業表現
愛♡ScReam！對外發行之後，於2025年2月3日的Oricon專輯周榜登上第7名，並且在2025年1月29日當周的日本告示牌單曲銷售榜登上第8名。

## 宣傳
2025年5月24日，日本NHK綜合頻道播出一集《Venue101》音樂節目，主持人濱家隆一和生田繪梨花為此做了介紹，並且讓AiScReam在節目中表演這首歌曲。

## 收錄曲目
| CD       | CD                     | CD                                    | CD                                       | CD    |
| 曲序     | 曲目                   | 作曲                                  | 编曲                                     | 时长  |
| -------- | ---------------------- | ------------------------------------- | ---------------------------------------- | ----- |
| 1.       |                        | DJ Chika aka Inherit、Hayato Yamamoto | Hayato Yamamoto、DJ Chika a.k.a. INHERIT | 4:22  |
| 2.       |                        |                                       |                                          | 14:47 |
| 3.       | ICE LIMIT              | Hayato Yamamoto                       | Hayato Yamamoto                          | 3:45  |
| 4.       | （Off Vocal）          |                                       |                                          | 4:21  |
| 5.       | ICE LIMIT（Off Vocal） |                                       |                                          | 3:44  |
| 总时长： | 总时长：               | 总时长：                              | 总时长：                                 | 30:59 |

## 外部連結
- Love Live!系列官方網站介紹頁面
  - AiScReam （页面存档备份，存于）
- Lantis
  - 愛♡スクリ〜ム！ （页面存档备份，存于）